# Широко Село
Широко Село је насељено место у општини Соколовац, Копривничко-крижевачка жупанија, Хрватска.

## Историја
До територијалне реорганизације у Хрватској било је у саставу старе општине Копривница.

## Становништво
У попису становништва из 2011. године, Широко Село је имало 32 становника.
| Број становника према пописима | Број становника према пописима | Број становника према пописима | Број становника према пописима | Број становника према пописима | Број становника према пописима | Број становника према пописима | Број становника према пописима | Број становника према пописима | Број становника према пописима | Број становника према пописима | Број становника према пописима | Број становника према пописима | Број становника према пописима | Број становника према пописима | Број становника према пописима |
| ------------------------------ | ------------------------------ | ------------------------------ | ------------------------------ | ------------------------------ | ------------------------------ | ------------------------------ | ------------------------------ | ------------------------------ | ------------------------------ | ------------------------------ | ------------------------------ | ------------------------------ | ------------------------------ | ------------------------------ | ------------------------------ |
| 1857                           | 1869                           | 1880                           | 1890                           | 1900                           | 1910                           | 1921                           | 1931                           | 1948                           | 1953                           | 1961                           | 1971                           | 1981                           | 1991                           | 2001                           | 2011                           |
| 80                             | 0                              | 71                             | 88                             | 122                            | 113                            | 100                            | 131                            | 107                            | 109                            | 113                            | 97                             | 58                             | 47                             | 33                             | 32                             |

Напомена: Године 1869. подаци су садржани у насељу Мала Мучна.

### Попис1991.
У попису становништва из 1991. године, Широко Село је имало 47 становника, следећег националног састава:
| Попис 1991.‍ | Попис 1991.‍ | Попис 1991.‍ | Попис 1991.‍ | Попис 1991.‍ |
| ----------- | ----------- | ----------- | ----------- | ----------- |
|             |             |             |             |             |
| Хрвати      | Хрвати      |             | 25          | 53,19%      |
| Срби        | Срби        |             | 17          | 36,17%      |
| Чеси        | Чеси        |             | 3           | 6,38%       |
| непознато   | непознато   |             | 2           | 4,25%       |
| укупно: 47  |             |             |             |             |

### Попис1910.
| Широко Село                                                           | Широко Село |
| --------------------------------------------------------------------- | --- |
| језик                                                                 | вера |
| укупно: 113 Српски 81 (71,68%) Хрватски 18 (15,92%) Чешки 14 (12,38%) | <div style="border:solid transparent;position:absolute;width:100px;line-height:0; укупно: 113 Православци 81 (71,68%) Римокатолици 32 (28,31%) - (-%) |